# Paul Steinitz
Paul Steinitz (25. srpna 1909 – 21. dubna 1988) byl anglický varhaník a pedagog.

## Život
Narodil se roku 1909 ve Chichesteru jako syn anglikánského duchovního. Hudbu nejprve studoval soukromě a později začal socházet na londýnskou konzervatoř Royal Academy of Music, kde jej vyučoval vedle jiných varhaník George Oldroyd. Později získal doktorát na Londýnské univerzitě. Roku 1946 založil London Bach Society, společnost věnující se představování hudby Johanna Sebastiana Bacha s použitím dobových nástrojů za účelem získání autentického stylu interpretace. V letech 1949 až 1961 byl varhaníkem v londýnském kostele St Bartholomew-the-Great a řadu let působil jako pedagog na Goldsmiths College. Později rovněž vyučoval na Royal Academy of Music. Roku 1985 získal Řád britského impéria. Byl kvakerem a byl přesvědčen, že hudba by překonáním politických propastí mohla přispět k míru. Zemřel roku 1988 ve věku 78 let.